# Малко тинаму
Малкото тинаму (Taoniscus nanus) е вид птица от семейство Тинамуви (Tinamidae), единствен представител на род Taoniscus. Видът е световно застрашен, със статут Уязвим.

## Разпространение и местообитание
Разпространен е в Бразилия.